# Isla Dawson
 Der er for få eller ingen kildehenvisninger i denne artikel, hvilket er et problem. Du kan hjælpe ved at angive troværdige kilder til de påstande, som fremføres i artiklen.

Isla Dawson også kaldet Dawson-øen er en chilensk ø beliggende nogle hundrede kilometer syd for Punta Arenas i Magellanstrædet ved det sydligste Chile midt mellem Patagonien og Ildlandet.
Øen blev oprindeligt brugt som interneringslejr for indfødte indianere i det 19. århundrede. I 1890 gav den chilenske regering missionærer fra Italien lov til at bruge øen som uddannelsessted for de oprindelige folk, således at disse kunne assimileres i det euro-chilenske samfund.

## Fangelejr i 1973-1974
Kort inden militærkuppet i Chile i 1973 forberedte Chiles militær oprettelsen af en interneringslejr på Isla Dawson til brug for interneringen af politiske modstandere. Umiddelbart efter militærkuppet den 11. september 1973 deporterede militæret omkring 30 højtstående politiske fanger, som havde arbejdet for Salvador Allendes regering. Blandt fangerne var forsvarsminister José Tohá González, udenrigsminister Orlando Letelier, den kristendemokratiske senator Sergio Bitar og tidligere minister Benjamin Teplinsky.
Fangelejren på Isla Dawson havde plads til 1.500 fanger.[kilde mangler]. Ifølge Røde Kors var der den 29. september 1973 99 politiske fanger på øen. Regeringsmedlemmerne blev holdt separeret fra de andre fanger for at undgå politisk agitation. Fangerne blev tvunget til hårdt fysisk arbejde, og blev generelt mishandlet og i et vist omfang udsat for tortur. Fangerne modtog ikke tilstrækkeligt tøj, mad og medicin.
Øen fungerede som fangelejr fra 11. september 1973 til oktober 1974, hvor lejren blev lukket, og de indsatte overført til andre fangelejre.  